# Katedra św. Kolumby w Londonderry
Katedra świętego Kolumby (ang. St Columb's Cathedral) – katedra diecezji Derry i Raphoe Kościoła Irlandii. Znajduje się w mieście Londonderry w Irlandii Północnej.
Katedra została ukończona w 1633 roku. Jest najstarszą budowlą w mieście. Jest to pierwsza katedra wybudowana na Wyspach Brytyjskich po Reformacji. W latach 1633–1776 wygląd świątyni praktycznie się nie zmienił. W 1776 roku biskup Derry (czwarty hrabia Bristolu) dodał 21 stóp do wieży i umieścił nad nią bardzo wysoką i zgrabną kamienną iglicę, dzięki temu wieża osiągnęła całkowitą wysokość 221 stóp. Około 20 lat później iglica zaczęła pękać i całość musiała zostać rozebrana i odbudowana, wieża została ukończona w 1802 roku, a iglica została dodana około 20 lat później. Nawa główna pozostawała niezmieniona aż do 1825 roku, kiedy to została rozebrana kruchta południowa. W 1827 roku wschodnie wieżyczki zostały albo przebudowane albo zwieńczone kopułami; zanim pojawiły się z blankami. W latach 1861–1862 wnętrze katedry zostało całkowicie przebudowane, stare kwadratowe ławki zostały usunięte i zostały umieszczone obecne z drewna dębowego w nawie głównej, natomiast galerie w nawach bocznych zostały zabrane. Wiele innych udoskonaleń wprowadzono w elementach dekoracyjnych i meblach budowli. Dodanie prezbiterium w 1887 roku zakończyło budowę katedry według planów fundatora – fundamenty zostały zaplanowane w 1633 roku i zostały odkryte w czasie prac budowlanych. Wybudowanie kapitularza w 1910 roku nie tylko zapewniło zakwaterowanie dla duchowieństwa i chóru, ale także wiele dodało do zewnętrznego wyglądu katedry.
26 czerwca 1838 r., w katedrze miała miejsce uroczystość zawarcia związku małżeńskiego weterana powstania listopadowego - Jana Bartkowskiego z angielską guwernantką, Emmą Platt.